# Ma'at
Ma'at, Maat ili Majet je u egipatskoj mitologiji kći boga Sunca Ra. Ona je božica istine, reda i pravde. Vezana za Raa, Ra je gospodar Maat, ona je kći Raa, sestra je vladajućeg kralja čija je najveća dužnost da održava maat, odnosno red i harmoniju.

## Opis
Ma'at je bila personifikacija istine i pravde. Prikazivana je s krilima, ili s ankhom i žezlom. Prikaz nje kao žene u crvenoj haljini sliči prikazu Izide, Hathor i Neftis. Ako bi maat bila narušena, sve bi se srušilo, društvo bi se raspalo, prirodne pojave bi bile poremećene. Svaka situacija mora održavati maat. Na Strašnom sudu je Ma'at bila sutkinja. Anubis bi doveo dušu i vagao ju. Pero, simbol božice Ma'at, moralo je težiti jednako kao i srce duše. Thoth kao bog mudrosti bi zapisao rezultat. Horus bi dobru dušu odveo do Ozirisa, gospodara raja. Pri mjerenju duše, srce pokojnika je na jednoj strani vage, a na drugom je maat kao protivteg.
Prikazuje se antropomorfno, na glavi ima visoko pero ali ponekad je predstavljena i samo kao pero. 
| U5 · a | t | C10 |

| ili | H6 |

| ili | U5 · D36 | X1 | Y1 · Z1 · Z1 · Z1 · Z1 |

| ili | U1 | Aa11 · X1 | C10 |

| ili | C10 |

| ili | U5 · D42 | X1 · Y1 · Z2 | I12 |

| ili | U5 · D42 · X1 | H6 | C10 | Y1 | Z3 |

| ili | H6 | X1 · H8 | C10 |